# Saint-Aubin-de-Terregatte
Saint-Aubin-de-Terregatte település Franciaországban, Manche megyében. Lakosainak száma 651 fő (2022. január 1.). Saint-Aubin-de-Terregatte Poilley, Saint-Georges-de-Reintembault, Ducey-Les Chéris, Juilley, Montjoie-Saint-Martin, Saint-Laurent-de-Terregatte és Saint-Senier-de-Beuvron községekkel határos.

## Népesség
A település népessége az elmúlt években az alábbi módon változott:
| Lakosok száma | 908  | 654  | 591  | 684  | 704  | 685  | 683  | 661  | 650  | 651  |
|               | 1968 | 1982 | 1990 | 2006 | 2013 | 2015 | 2017 | 2019 | 2020 | 2022 |